# Berlinische Monatsschrift
Le Berlinische Monatsschrift est un magazine publié à Berlin de 1783 à 1796 par la maison d'édition Haude und Spener (de). Il est publié par les éclairés Johann Erich Biester et Friedrich Gedike (qui démissionnent de la direction en 1791) et sert principalement de porte-parole de la Société du mercredi de Berlin (de), un mouvement de réforme aristocratique-bourgeois éclairé à l'époque de Frédéric le Grand. Elle est considérée comme la revue préférée d'Emmanuel Kant, principalement en raison des débats autour de la question : « Qu'est-ce que les Lumières ? »
Les organes successeurs de ce journal sont le Berlinische Blatter (1797-1798), publié par Biester seul, et le Neue Berlinische Monatsschrift (1799-1811), distribué par Friedrich Nicolai.
Les 58 volumes du Berlinische Monatsschrift et de ses successeurs (au total environ 30 300 pages) sont numérisés en 1998 par la bibliothèque universitaire de Bielefeld et mis à disposition sur Internet. Ils sont distribués en 1999 sur deux CD-ROM par Georg Olms Verlag (de), Hildesheim.

## Magazine mensuel de Berlin à l'association d'éducation de Luisenstadt
D'avril 1992 à juin-juillet 2001, un magazine du même nom est publié par l'association d'éducation de Luisenstadt, qui vise à perpétuer la tradition du modèle historique et rapporte principalement des aspects de l'histoire de Berlin.